# Lakselva
Die Lakselva (nordsamisch: Leavdnjajohka, kvensk: Lemmijoki; deutsche Übersetzung: „Lachsfluss“) bzw. Luostejohka (kvensk: Luostijoki) ist ein
Fluss in der Kommune Porsanger in der Finnmark (Nordnorwegen). Ihr Oberlauf oberhalb des Øvrevann hat den Namen Luostejohka. Der Fluss ist 103,1 km lang, hat ein Einzugsgebiet von 1539,04 km² und eine mittlere Abflussmenge von 26,93 m³/s.
Der Flussverlauf macht einen Bogen im Uhrzeigersinn, durchfließt mehrere Seen und mündet etwas nordwestlich von Lakselv in den Porsangerfjord. Die Luostejohka hat mehrere Quellen auf ca. 600 m Höhe rund um den Berg Mearraduottargeahči 20 km östlich von Lakselv. Von dort aus fließt sie Richtung Süden zum Sumpfgebiet Rievssatjeaggi (auf 300 m Höhe), von dort nach Osten zum Gákkajávri (auf 100 m Höhe) und zum Øvrevann (auf 70 m Höhe). Anschließend fließt sie als Lakselva weiter nach Norden zum Nedrevann (auf 63 m Höhe) und weiter nach Lakselv in den Porsangerfjord.
Der Fluss ist bekannt für seine Lachse, Meerforellen und Forellen.
Mit dem Programm Verneplan III for vassdrag ist der Fluss seit 1986 unter besonderem Schutz.